# Ljubo Boban
Ljubo Boban (Solin, 10. svibnja 1933. – Zagreb, 9. listopada 1994.), bio je hrvatski povjesničar i akademik.

## Životopis
Ljubo Boban rodio se u Solinu 10. svibnja 1933. godine. Godine 1952. završio je Učiteljsku školu u Šibeniku. Nakon toga je radio kao učitelj. Godine 1959. diplomirao je na Filozofskom fakultetu u Zagrebu. Radio je u Institutu društvenih nauka u Beogradu, a krajem 1963. godine počinje raditi kao asistent na odsjeku za povijest Filozofskog fakulteta u Zagrebu. Doktorirao je 1964. godine na Filozofskom fakultetu Sveučilišta u Zagrebu, nakon čega postaje docentom. Godine 1971. postaje izvanredni profesor i utemeljuje Institut za hrvatsku povijest Sveučilišta u Zagrebu. Godine 1975. postaje redovnim profesorom, te izvanrednim, a 1986. godine redovitim članom Hrvatske akademije znanosti i umjetnosti (tada Jugoslavenska akademija znanosti i umjetnosti). 1991. godine članom je Predsjedništva HAZU. Predavao je i na Fakultetu političkih znanosti u Zagrebu i Hrvatskim studijima Sveučilišta u Zagrebu.
Napisao je mnoštvo stručnih rasprava i povjesničarskih monografija. Bavio se poviješću Hrvata i Hrvatske nakon 1918. godine, Državom SHS, zatim zbivanjima u Kraljevini SHS, odnosno Kraljevini Jugoslaviji. Istraživao je i teme vezane za povijest hrvatskog naroda u Drugom svjetskom ratu, posebice djelovanjem Hrvatske seljačke stranke.
Poznat je pod argumentiranom i odlučnom pristupu polemikama o uzrocima sloma monarhističke Jugoslavije. Isti argumentirani i odlučni stav je zauzeo u borbi protiv antihrvatske mitomanije u svezi sa sabirnim logorom u Jasenovcu i problemom utvrđivanja broja žrtava (kako u Jasenovcu, tako i na području cijele Hrvatske). Pobijao je znanstveno neutemeljene i politikantske tvrdnje srbijanskih publicista i povjesničara, koji su pokušavali Hrvate prikazati kao genocidni narod; u znanstvenu polemiku o toj temi - gdje su srpski povjesničari tijekom 1970.-ih i 1980.-ih godina "zabarikadirali" narativ o barem 700.000 pobijenih u Jasenovcu, a povjesničari koji bi takav posve proizvoljni i nemogući podatak doveli u pitanje bili su izloženi žestokim društvenim optužbama i osudama -  bilo je Ljubi Bobanu moguće ući krajem 1980.-ih godina.
Otkako je Srbija uz pomoć Crne Gore napala Hrvatsku, znanstveno se bavio problemom hrvatskih granica. U tom je razdoblju bio predsjednikom stručne skupine za razgraničenje Državne komisije za granice Republike Hrvatske. Posebice je dao veliki doprinos svojom neumornom obranom i dokazivanjem hrvatskog prava na granicu u Savudrijskoj vali i oko poluotoka Prevlake, ali i na ostalim ključnim graničnim točkama.
Umro je u Zagrebu od posljedica srčanog udara. Pokopan je na zagrebačkome groblju Mirogoju.

## Djela

### Knjige
- O političkim previranjima na selu u Banovini Hrvatskoj, Poseban otisak: Zbornik radova Istorija XX veka, 2, [Kultura?] [etc.], [Beograd?], 1961.
- Zagrebačke punktacije, Poseban otisak: Zbornik radova Istorija XX veka, 4, [Kultura?] [etc.], [Beograd?], 1962.
- Sporazum Cvetković-Maček, Institut društvenih nauka, Odeljenje za istoriske nauke, Beograd, 1965. (doktorska disertacija)
- Iz historije odnosa između V. Mačeka i dvora u vrijeme šestojanuarskog režima, Poseban otisak: Historijski institut Slavonije, Zbornik 4, Historijski institut Slavonije, [Slavonski Brod?], 1966.
- Svetozar Pribićević u opoziciji: (1928. – 1936.), Sveučilište u Zagrebu, Institut za hrvatsku povijest, Zagreb, 1973.
- Maček i politika Hrvatske seljačke stranke 1928-1941.: iz povijesti hrvatskog pitanja, 1-2, Liber - "Otokar Keršovani",Zagreb - Rijeka, 1974.
- Iz britanske politike prema Hrvatskoj seljačkoj stranci potkraj 1943. i početkom 1944. godine, Poseban otisak iz Zbornika Zavoda za povijesne znanosti Istraživačkog centra JAZU, sv. 10, Zagreb, 1980.
- Hrvatska u arhivima izbjegličke vlade: 1941-1943.: izvještaji informatora o prilikama u Hrvatskoj, Globus, Zagreb, 1985.
- Hrvatska u diplomatskim izvještajima izbjegličke vlade 1941. – 1943., 1-2,  Globus - Filozofski fakultet, Zavod za hrvatsku povijest, Zagreb, 1988.
- Kontroverze iz povijesti Jugoslavije, sv. 1: Dokumentima i polemikom o temama iz novije povijesti Jugoslavije 1987., sv. 2 1989., sv. 3 1990., Školska knjiga - Stvarnost, Zagreb, 1987. – 1990. (2. izd. sv. 1: Dokumentima i polemikom o temama iz novije povijesti Jugoslavije i sv. 2, Zagreb, 1989.)
- Hrvatske granice od 1918. do 1991. godine, Školska knjiga - Hrvatska akademija znanosti i umjetnosti, Zagreb, 1992. (2. izd. Hrvatske granice: od 1918. do 1992. godine, 1992.; 3. izd. Hrvatske granice: od 1918. do 1993. godine, 1993.; 4. izd. Hrvatske granice: od 1918. do 1993. godine, 1995.; 1. engl. izd. Croatian borders: 1918-1993, 1993.)
- Dr. Tomo Jančiković: HSS između zapadnih saveznika i jugoslavenskih komunista, Školska knjiga, Zagreb, 1996.
- Ljubo Boban: izabrani radovi, izabrala Branka Boban, Pisci hrvatske povijesti, knj. 1, Srednja Europa, Zagreb, 2022.

Urednik:
- Sjeverozapadna Hrvatska u NOB-u i socijalističkoj revoluciji: zbornik, Zajednica općina memorijalnog područja Kalnik - Institut za historiju radničkog pokreta, Varaždin - Zagreb, 1976. (urednički odbor Ljubo Boban ... et. al.)
- Narodnooslobodilačka borba i socijalistička revolucija u Hrvatskoj 1944. godine: simpozij u povodu 30. obljetnice III. zasjedanja ZAVNOH-a, Jugoslavenska akademija znanosti i umjetnosti, Zagreb, 1976. (suurednik Dušan Čalić)
- Španjolska 1936-1939: prilozi sa znanstvenog savjetovanja: Zagreb, 8-9. XII. 1986., Jugoslavenska akademija znanosti i umjetnosti - Globus, Zagreb, 1987.
- Život i djelo Ante Trumbića: prilozi sa znanstvenog skupa, Hrvatska akademija znanosti i umjetnosti, Zagreb, 1991. (suurednik Ivan Jelić)

### Članci
Nepotpun popis:
- Iz britanske politike prema Hrvatskoj seljačkoj stranci potkraj 1943. i početkom 1944. godine //  Zbornik Zavoda za povijesne znanosti Istraživačkog centra Jugoslavenske akademije znanosti i umjetnosti, sv. 10, (1980.), str. 1. – 109.
- Hrvatska 1941.: Rasprava u povodu 50. obljetnice početka antifašističke borbe // Časopis za suvremenu povijest, sv. 23, br. 1-3, str. 57. – 104., (1991.), (suautor)[4]
- Kada je i kako nastala Država Slovenaca, Hrvata i Srba // Časopis za suvremenu povijest, sv. 24, br. 3, (1992.), str. 45. – 60.
- Msgr. Alojzije Stepinac i jugoslavenska država, // Kačić: zbornik Franjevačke provincije Presvetoga Otkupitelja = acta Provinciae ss. Redemptoris Ordinis Fratrum Minorum in Croatia. 25, 1993., str. 763. – 775.
- Kršćanska demokracija u hrvatskoj stranačko-političkoj tradiciji // Politička misao: časopis za politologiju, sv. 32, br. 2, (1995.), str. 199. – 206.
- Odjeci i posljedice atentata na Stjepana Radića // Vjesnik Hrvatske akademije znanosti i umjetnosti. 4 (1995.), 6/7, str. 7. – 15.[5]
- Granice Istre u programima hrvatskih političkih stranaka u drugom svjetskom ratu // Pazinski memorijal, zbornik Čakavskog sabora, (1995.)

Prireditelj:
- Bio je suprirediteljem članka Istina o takozvanom Ličkom ustanku 1932. godine u Brušanima, 1990., autora Ivice Abramovića. (Časopis za suvremenu povijest, sv. 22, br. 1-2, str. 187. – 207.)[6]

## Vanjske poveznice
- životopis na enciklopedija.hr
- životopis na hbl.lzmk.hr
- Prilozi za biografiju Ante Trumbića u vrijeme šestojanuarskog režima (1929–35)  Arhivirana inačica izvorne stranice od 27. svibnja 2019. (Wayback Machine), // Historijski zbornik, god. XXI - XXII, br. 1 - 4, 1968. – 1969.
- Kršćanska demokracija u hrvatskoj stranačko-političkoj tradiciji, // Politička misao: časopis za politologiju, sv. 32, br. 2, str. 199. – 206., (1995.) (Hrčak)